# Phantom Corsair
El Phantom Corsair es un prototipo de automóvil construido en 1938. Es un sedán para seis pasajeros con dos puertas, diseñado por Rust Heinz (miembro de la acaudalada familia de H. J. Heinz) y por Maurice Schwartz, socio de la compañía de construcción de automóviles Bohman & Schwartz de Pasadena, California. Aunque a veces se cita como un fracaso porque nunca entró en producción, se considera que el Corsair se adelantó a su época debido a sus características futuristas y a su estilo inusual, como los guardabarros carenados y un perfil bajo.

## Diseño
La corrocería de acero y aluminio del Phantom Corsair medía tan solo 57 pulgadas (140 cm) de altura e incorporó ruedas con faldón completo y guardabarros completamente enrasados, a la vez que se eliminaron los estribos. También carecía de las manijas de las puertas, que se abrían eléctricamente con los botones ubicados en el exterior y en el panel de instrumentos. El panel de instrumentos también incluía una brújula y un altímetro, mientras que una consola separada sobre el parabrisas indicaba cuando una puerta estaba entreabierta o si las luces o la radio estaban encendidas. La corrocería del Corsair estaba acoplada al "chasis más avanzado disponible en los Estados Unidos" en ese momento, el Cord 810. Contaba con un motor Lycoming V-8 a 80°, tracción delantera y una caja de cambios con preselección eléctrica de cuatro velocidades, así como una suspensión totalmente independiente y amortiguadores ajustables. A pesar de que todas estas características del chasis Cord 810 se conservaban en el Phantom Corsair, el chasis se modificó para acomodar el cuerpo grande del Corsair. La carrocería medía unas impresionantes 237 pulgadas (600 cm) de largo, y 76,5 pulgadas (194 cm) de ancho, suficientes para acomodar a cuatro personas en la fila de asientos delantera, incluida una persona a la izquierda del conductor. Sin embargo, los asientos traseros solo podían albergar a dos pasajeros, en gran parte debido a las limitaciones de espacio generadas por los gabinetes de bebidas a bordo. Aunque pesa 4.600 lb (2.100 kg), el Phantom Corsair podría alcanzar velocidades de hasta 115 mph (185 km/h) debido a su motor Lycoming de 125 caballos, de aspiración natural modificado, así como a su forma aerodinámica.

## Producción
Rust Heinz planeó lanzar en 1938 el Phantom Corsair, cuyo prototipo había costado unos 24.000 dólares (equivalente a aproximadamente 370.000 dólares en 2010), mediante una serie de producción limitada a un precio de venta estimado de 12.500 dólares. Sin embargo, la muerte de Heinz en un accidente automovilístico en julio de 1939 puso fin a esos planes, quedando el prototipo del Corsair como el único ejemplar de este modelo jamás construido.
El Phantom Corsair se conserva en el Museo Nacional del Automóvil (también conocido como The Harrah Collection) en Reno, Nevada.

## Apariciones en medios
- El automóvil fue presentado como "Flying Wombat" en la película de David O. Selznick The Young in Heart (1938), protagonizada por Janet Gaynor, Douglas Fairbanks, Jr., Paulette Goddard y Billie Burke.[4][6][7]
- El Corsair apareció en un episodio de la serie de películas de Popular Science en 1938.[7]
- Es uno de los vehículos raros que se pueden desbloquear durante el modo libre en el videojuego de 2002 Mafia: The City of Lost Heaven.[8]
- El Corsair es uno de los 15 vehículos raros que se pueden conducir en el videojuego de 2011 L.A. Noire.[9]

## Galería de imágenes

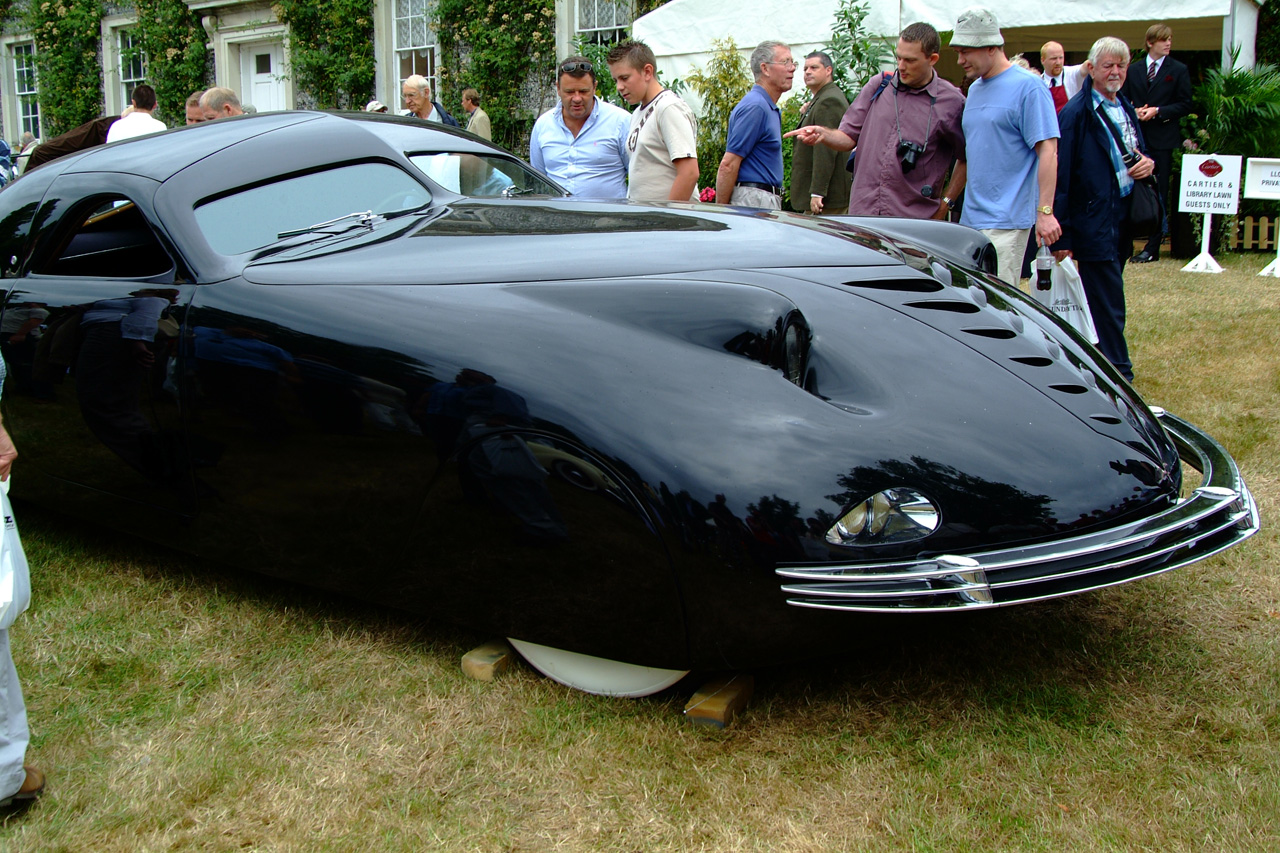
Vista lateral, en el Goodwood Festival of Speed de 2006
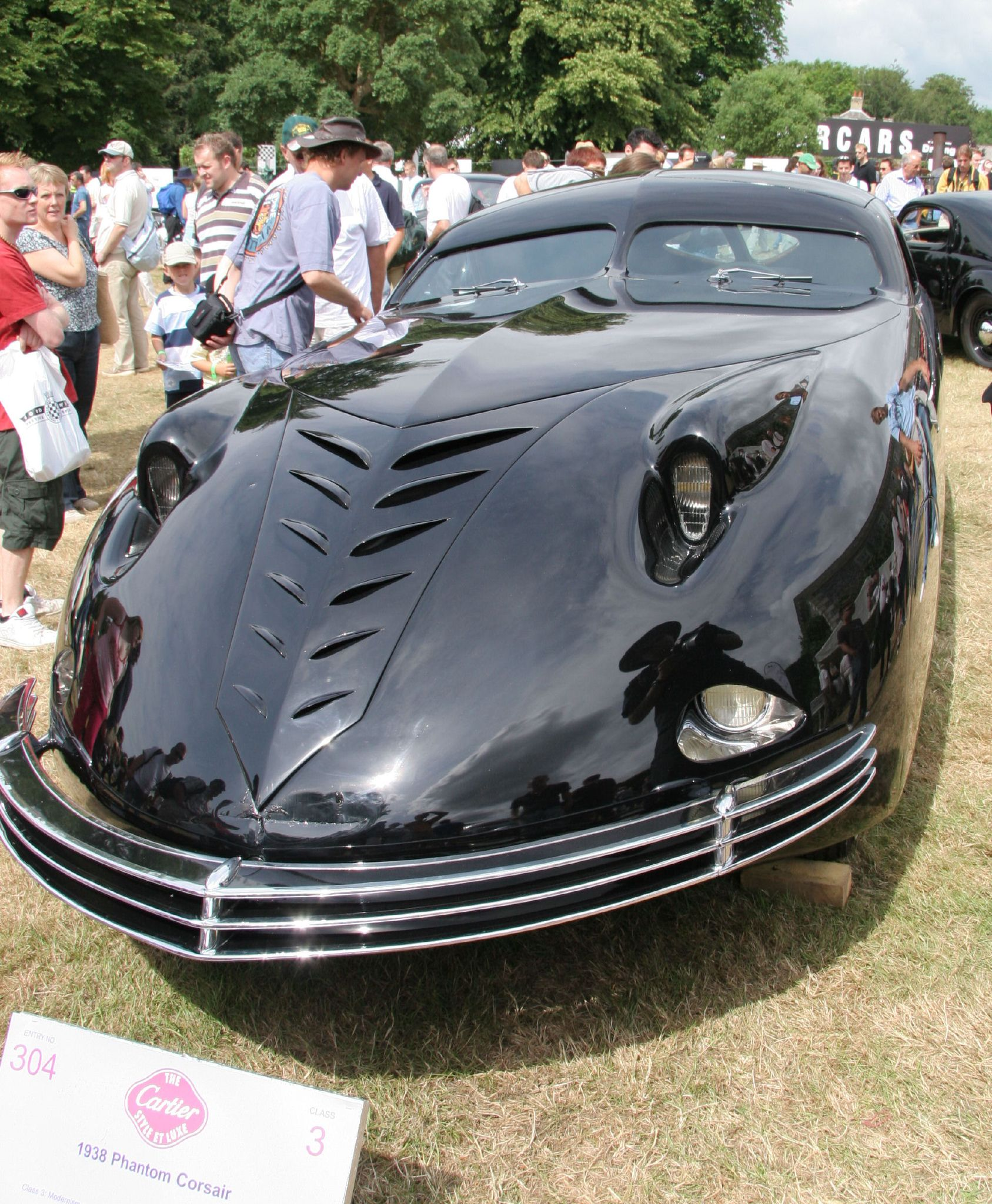
Vista frontal, en el Goodwood Festival of Speed de 2006
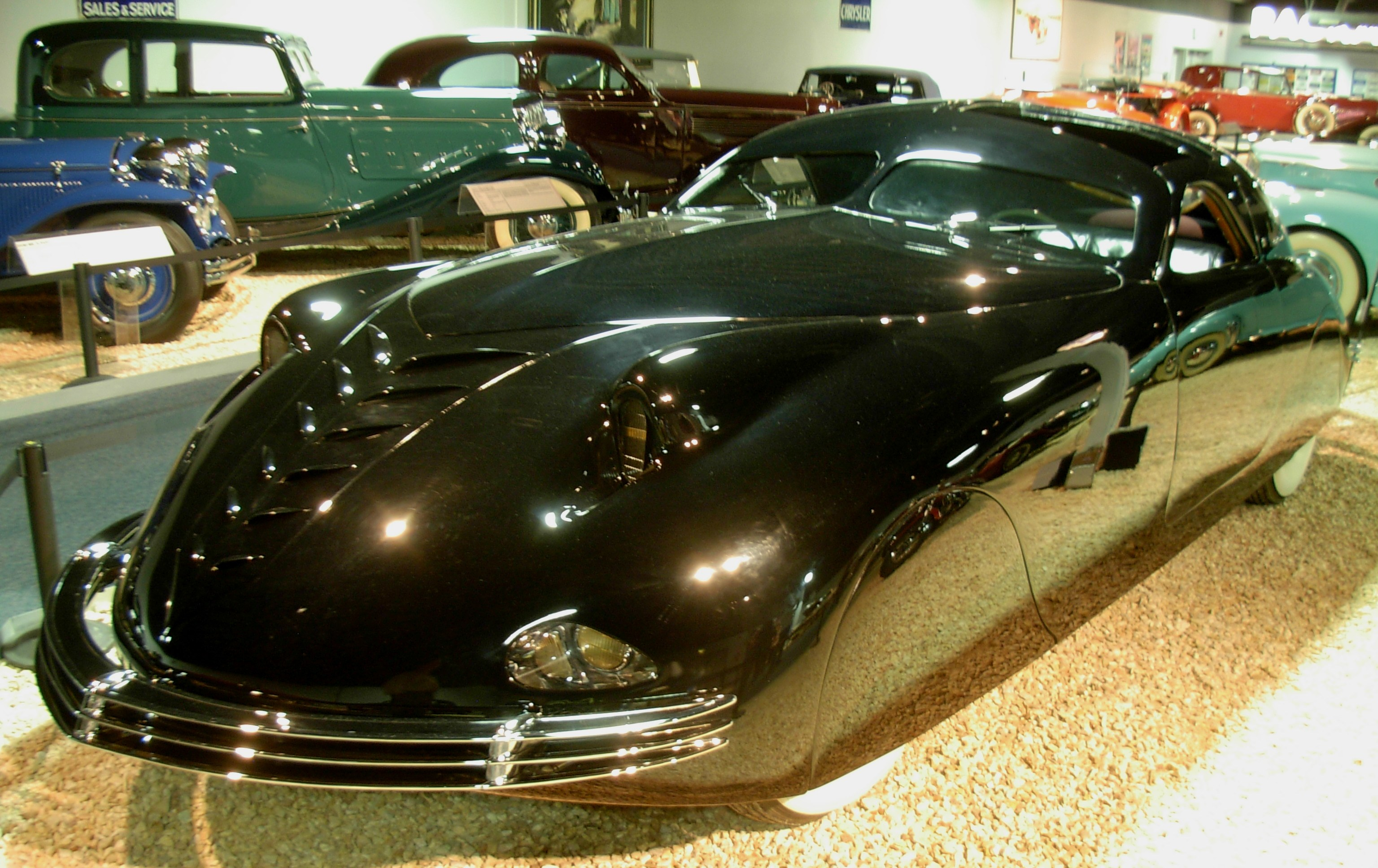
Vista lateral, en la exposición del museo
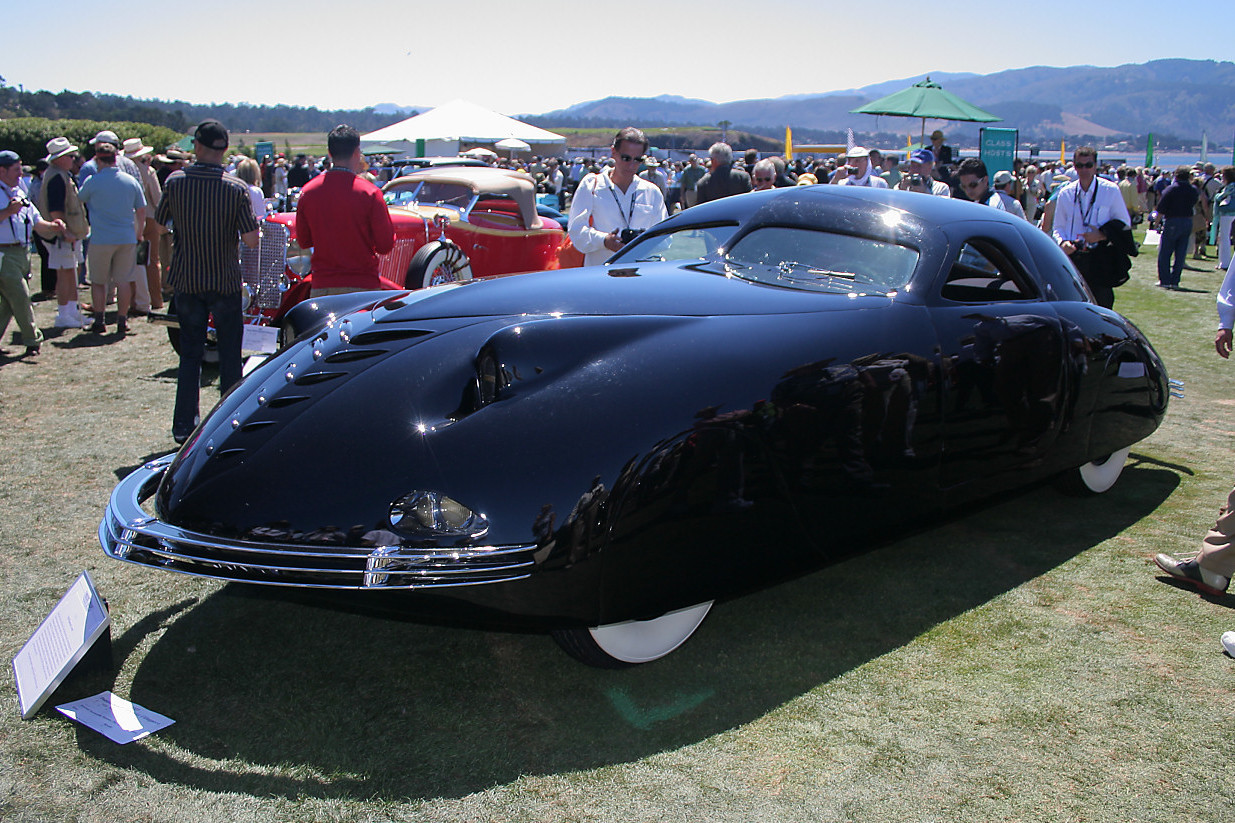
Vista lateral, en el Pebble Beach Concours d'Elegance de 2007
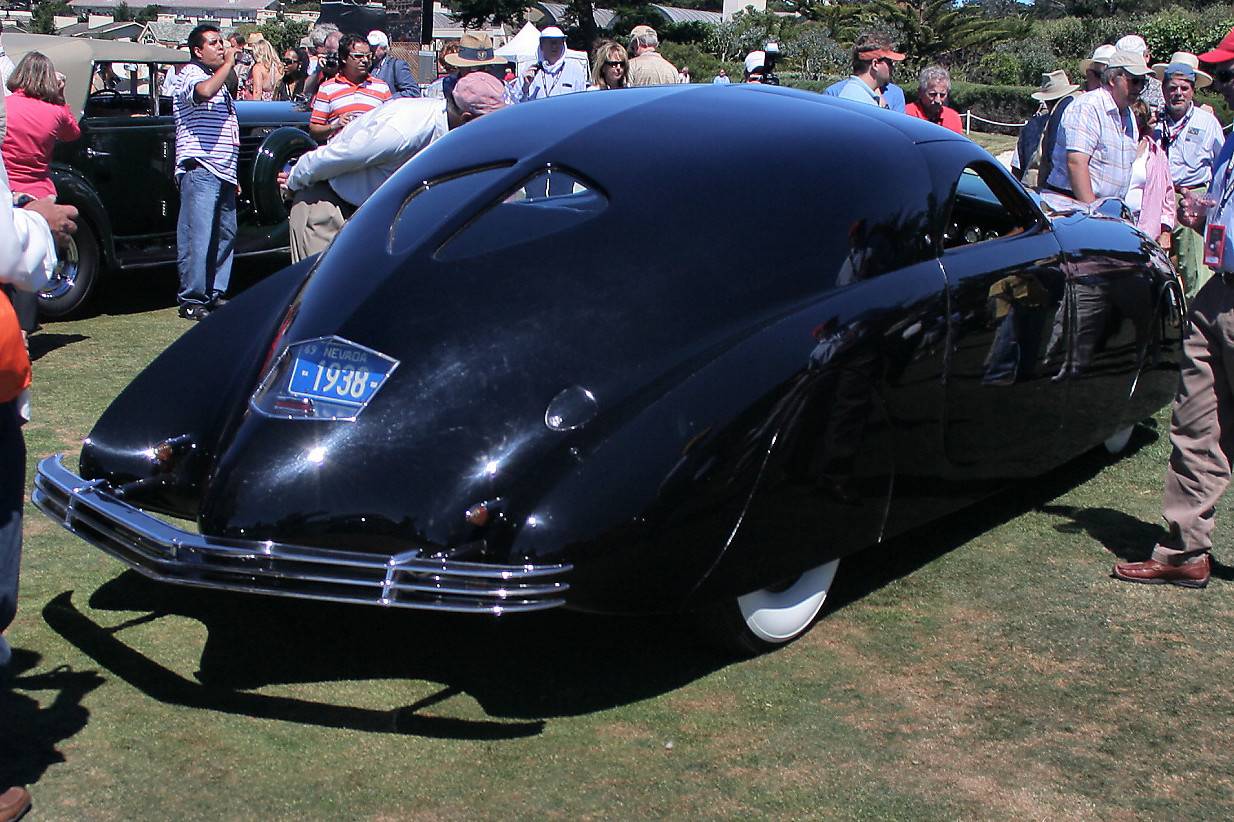
Vista posterior, en el Concurso de elegancia de Pebble Beach de 2007